# North American XB-21
O North American XB-21 foi um protótipo de bombardeiro testado em 1937 pelo Corpo Aéreo do Exército dos Estados Unidos.
O primeiro protótipo voou em 22 de dezembro de 1936, tendo sido inicialmente aprovado pelo Corpo Aéreo do Exército americano que encomendou inicialmente mais 5 aeronaves para pré produção (YF-21).  Entretanto a encomenda foi cancelada quando o exército americano descobriu que o preço do Douglas B-18 Bolo (US$ 63,977) , uma aeronave concorrente, era mais vantajoso comparado com o custo de um North American XB-21 (US$122,600). Com isso o projeto do XB-21 foi cancelado.

## Aeronaves comparáveis
- Douglas B-18 Bolo
- Douglas XB-22
- Douglas B-23 Dragon